# Gabunia bardo
Gabunia bardo är en stekelart som beskrevs av Morley 1916. Gabunia bardo ingår i släktet Gabunia och familjen brokparasitsteklar. Inga underarter finns listade i Catalogue of Life.